# 15/Love
15/Love is een Canadese televisieserie over een tennisschool, Cascadia. De serie werd gecreëerd door Karen Troubetzkoy en Derek Schreyer. De eerste aflevering werd uitgezonden op 6 september 2004.

## Cast
- Laurence Lebouef als Cody Myers
- Maeghan Rath als Adena Stiles
- Max Walker als Gary "Squib" Furlong
- Sarah-Jeanne Labrosse als Sunny Capaduca
- Kyle Switzer als Rick Geddes
- Charles Powell als President Harold Bates
- Christian Schrapff als Jesse Siegel (Aflevering 41 - 54)
- Jemima West als Cassidy Payne (Aflevergingen 41 - 54)
- Vadim Schneider[1] als Sébastien Dubé (Afleveringen 1 - 12)
- Jaclyn Linetsky[1] als Megan O'Connor (Afleveringen 1 -12)
- Thierry Ashanti als Coach Artie Gunnerson (Afleveringen 1 - 26)
- Nwamiko Madden als Cameron White (Afleveringen 13 - 40)
- Amanda Crew als Tanis McTaggart (Afleveringen 13 -40)
- Tyler Hynes als Nate Bates (afleveringen 30 -45)

## Afleveringen

### Seizoen 1
| #         | Uitzenddatum Canada | Titel                                | Schrijver                   |
| --------- | ------------------- | ------------------------------------ | --------------------------- |
| 1 / 1-1   | 6 september 2004    | Studentia Jockulus                   | Derek Schreyer              |
| 2 / 1-2   | 13 september 2004   | The Princess and the Clown           | Derek Schreyer              |
| 3 / 1-3   | 20 september 2004   | The French Deception                 | Derek Schreyer              |
| 4 / 1-4   | 27 september 2004   | Midnight Snack Club                  | Derek Schreyer              |
| 5 / 1-5   | 4 oktober 2004      | Reckoning                            | Derek Schreyer              |
| 6 / 1-6   | 11 oktober 2004     | Memphre Blues                        | Skander Halim               |
| 7 / 1-7   | 18 oktober 2004     | Scourge of Frankenrival              | Sheri Elwood                |
| 8 / 1-8   | 1 november 2004     | Mixed Up Doubles                     | Alex Pugsley                |
| 9 / 1-9   | 8 november 2004     | 30/Love                              | Alex Pugsley                |
| 10 / 1-10 | 15 november 2004    | Very Superstitious                   | Myles Hainsworth Phil Price |
| 11 / 1-11 | 22 november 2004    | The Big Adjustment                   | Alex Pugsley                |
| 12 / 1-12 | 29 november 2004    | Squib Inc                            | Skander Halim               |
| 13 / 1-13 | 17 januari 2005     | Curve Balls (P.1)                    | Derek Schreyer              |
| 14 / 1-14 | 17 januari 2005     | Renewal (P.2)                        | Derek Schreyer              |
| 15 / 1-15 | 24 januari 2005     | The Powers That Be                   | Matt MacLennan              |
| 16 / 1-16 | 7 februari 2005     | The Choice                           | Alex Epstein                |
| 17 / 1-17 | 21 februari 2005    | Speedy Reputation                    | Sheri Elwood                |
| 18 / 1-18 | 28 februari 2005    | Racquets, Strings and Vanity Mirrors | Michael Donovan             |
| 19 / 1-19 | 14 februari 2005    | Love Letters                         | Michael Donovan             |
| 20 / 1-20 | 7 maart 2005        | King Pong                            | Michael Donovan             |
| 21 / 1-21 | 14 maart 2005       | Picture Perfect                      | Matt MacLennan              |
| 22 / 1-22 | 21 maart 2005       | Justin Time                          | Michael Donovan             |
| 23 / 1-23 | 30 maart 2005       | Eurocrush                            | Derek Schreyer              |
| 24 / 1-24 | 6 april 2005        | Ghost of A Chance                    | Derek Schreyer              |
| 25 / 1-25 | 13 april 2005       | Cascade (P.1)                        | Karen Troubetzkoy           |
| 26 / 1-26 | 20 april 2005       | The Final Cut (P.2)                  | Derek Schreyer              |

### Seizoen 2
| #         | Uitzenddatum Canada | Titel                  | Schrijver         |
| --------- | ------------------- | ---------------------- | ----------------- |
| 27 / 2-1  | 5 september 2005    | Return of the King     | Derek Schreyer    |
| 28 / 2-2  | 12 september 2005   | Fixed Doubles          | Karen Troubetzkoy |
| 29 / 2-3  | 19 september 2005   | Every Dog Has It's Day | Skander Halim     |
| 30 / 2-4  | 26 september 2005   | Fortunate Son          | Alex Pugsley      |
| 31 / 2-5  | 3 oktober 2005      | Break Point            | Matt MacLennan    |
| 32 / 2-6  | 10 oktober 2005     | The Real Dirt          | Sheri Elwood      |
| 33 / 2-7  | 17 oktober 2005     | Anger Management       | Skander Halim     |
| 34 / 2-8  | 24 oktober 2005     | Lord of the Fries      | Derek Schreyer    |
| 35 / 2-9  | 31 oktober 2005     | About A Girl           | Matt MacLennan    |
| 36 / 2-10 | 7 november 2005     | The Trial              | Derek Schreyer    |
| 37 / 2-11 | 14 november 2005    | The Agent Game         | Sheri Elwood      |
| 38 / 2-12 | 21 november 2005    | Comfort Zone           | Jeffrey Aarles    |
| 39 / 2-13 | 28 november 2005    | Highway 101            | Matt MacLennan    |
| 40 / 2-14 | 16 januari 2006     | Volley of the Dolls    | Derek Schreyer    |

### Seizoen 3
| #         | Uitzenddatum Canada | Titel                            | Schrijver |
| --------- | ------------------- | -------------------------------- | --------- |
| 41 / 3-1  | 10 juli 2006        | You Can't Go Home                |           |
| 42 / 3-2  | 27 juli 2006        | Odd Couple                       |           |
| 43 / 3-3  | 24 juli 2006        | Playing With Matches             |           |
| 44 / 3-4  | 31 juli 2006        | The Slow Burn                    |           |
| 45 / 3-5  | 14 augustus 2006    | Foul Play                        |           |
| 46 / 3-6  | 21 augustus 2006    | Between A Brock and a Hard Place |           |
| 47 / 3-7  | 28 augustus 2006    | Road Trip                        |           |
| 48 / 3-8  | 4 september 2006    | Over the Line                    |           |
| 49 / 3-9  | 11 september 2006   | Except it Happened Like This     |           |
| 50 / 3-10 | 18 september 2006   | War Is An Ugly Thing             |           |
| 51 / 3-11 | 25 september 2006   | With Friends Like These          |           |
| 52 / 3-12 | 2 oktober 2006      | Lucas in the Sky                 |           |
| 53 / 3-13 | 9 oktober 2006      | The Man Without an Ace           |           |
| 54 / 3-14 | 16 oktober 2006     | Charity of Fire                  |           |